# Middle European League 2020-2021 (maschile)
La Middle European League 2020-2021 si è svolta dal 21 settembre 2020 al 28 febbraio 2021: al torneo hanno partecipato sette squadre di club appartenenti a federazioni afferenti alla MEVZA e la vittoria finale è andata per l'undicesima volta, la terza consecutiva, all'ACH Volley.

## Regolamento

### Formula
La formula del torneo ha previsto:
- Regular season, disputata con girone all'italiana, con gare di andata e ritorno, per un totale di quattordici giornate: le prime tre classificate e la squadra organizzatrice della Final Four (nel caso in cui sia stata tra le prime tre classificate, si è qualificata la quarta classificata) hanno acceduto alla Final Four.
- Final Four, disputata con semifinali, finale per il terzo posto e finale, giocate con gara unica.

### Criteri di classifica
Se il risultato finale è stato di 3-0 o 3-1 sono stati assegnati 3 punti alla squadra vincente e 0 a quella sconfitta, se il risultato finale è stato di 3-2 sono stati assegnati 2 punti alla squadra vincente e 1 a quella sconfitta.
L'ordine del posizionamento in classifica è stato definito in base a:
- Punti;
- Numero di partite vinte;
- Ratio dei set vinti/persi;
- Ratio dei punti realizzati/subiti.

## Squadre partecipanti
- Aich/Dob
- Graz
- Raiffeisen Waldviertel
- HAOK Mladost
- ACH Volley
- Kamnik
- Maribor

## Torneo

### Regular season

#### Risultati
Prima giornata
| 17 ottobre 2020 Hala Tivoli, Lubiana Durata: 1h:52 - Spettatori: 0         | ACH Volley | 3 - 1 | Kamnik                 | 25-20, 18-25, 25-23, 27-25 |
| 17 ottobre 2020 JUFA Arena, Bleiburg Durata: 1h:35 - Spettatori: 156       | Aich/Dob   | 1 - 3 | Raiffeisen Waldviertel | 25-17, 23-25, 17-25, 21-25 |
| 17 ottobre 2020 Raiffeisen Sportpark, Graz Durata: 1h:45 - Spettatori: 387 | Graz       | 1 - 3 | Maribor                | 24-26, 21-25, 25-23, 18-25 |

Seconda giornata
| 20 gennaio 2021 Dvorana Tabor, Maribor Durata: 1h:39 - Spettatori: 0 | Maribor    | 3 - 1 | HAOK Mladost           | 23-25, 25-23, 25-18, 25-15 |
| 24 ottobre 2020 JUFA Arena, Bleiburg Durata: 1h:09 - Spettatori: 147 | Aich/Dob   | 3 - 0 | Graz                   | 25-22, 25-17, 25-19        |
| 14 ottobre 2020 Hala Tivoli, Lubiana Durata: 1h:09 - Spettatori: 42  | ACH Volley | 3 - 0 | Raiffeisen Waldviertel | 25-15, 25-16, 25-21        |

Terza giornata
| 20 dicembre 2020 Stadthalle Zwettl, Zwettl-Niederösterreich Durata: 1h:46 - Spettatori: 0 | Raiffeisen Waldviertel | 2 - 3 | Kamnik     | 25-18, 13-25, 25-23, 20-25, 6-15 |
| 15 dicembre 2020 Raiffeisen Sportpark, Graz Durata: 1h:09 - Spettatori: 0                 | Graz                   | 0 - 3 | ACH Volley | 18-25, 23-25, 20-25              |
| 29 ottobre 2020 Dom odbojke Bojan Stranić, Zagabria Durata: 1h:08 - Spettatori: 0         | HAOK Mladost           | 3 - 0 | Aich/Dob   | 25-17, 25-17, 25-16              |

Quarta giornata
| 18 dicembre 2020 Športna dvorana, Kamnik Durata: 2h:02 - Spettatori: 0                   | Kamnik                 | 3 - 2 | Maribor      | 22-25, 25-21, 23-25, 25-19, 15-12 |
| 23 febbraio 2021 Hala Tivoli, Lubiana Durata: 0h:57 - Spettatori: 0                      | ACH Volley             | 3 - 0 | HAOK Mladost | 25-16, 25-11, 25-21               |
| 7 novembre 2020 Stadthalle Zwettl, Zwettl-Niederösterreich Durata: 1h:36 - Spettatori: 0 | Raiffeisen Waldviertel | 3 - 1 | Graz         | 25-16, 25-21, 24-26, 25-23        |

Quinta giornata
| 13 gennaio 2021 Raiffeisen Sportpark, Graz Durata: 1h:16 - Spettatori: 0          | Graz         | 1 - 3 | Kamnik                 | 25-15, 20-25, 15-25, 14-25 |
| 30 gennaio 2021 Dom odbojke Bojan Stranić, Zagabria Durata: 1h:49 - Spettatori: 0 | HAOK Mladost | 1 - 3 | Raiffeisen Waldviertel | 21-25, 25-21, 21-25, 22-25 |
| 13 novembre 2020 Dvorana Tabor, Maribor Durata: 1h:46 - Spettatori: 0             | Maribor      | 3 - 1 | Aich/Dob               | 25-18, 25-22, 17-25, 26-24 |

Sesta giornata
| 22 novembre 2020 Športna dvorana, Kamnik Durata: 1h:48 - Spettatori: 0   | Kamnik     | 3 - 1 | Aich/Dob     | 25-23, 25-20, 23-25, 25-22 |
| 21 settembre 2020 Hala Tivoli, Lubiana Durata: 1h:56 - Spettatori: 85    | ACH Volley | 3 - 1 | Maribor      | 21-25, 25-23, 25-23, 25-21 |
| 9 febbraio 2021 Raiffeisen Sportpark, Graz Durata: 1h:47 - Spettatori: 0 | Graz       | 3 - 1 | HAOK Mladost | 20-25, 26-24, 26-24, 25-20 |

Settima giornata
| 27 gennaio 2021 Dom odbojke Bojan Stranić, Zagabria Durata: 1h:45 - Spettatori: 0        | HAOK Mladost           | 1 - 3 | Kamnik     | 19-25, 25-20, 26-28, 18-25 |
| 10 ottobre 2020 Stadthalle Zwettl, Zwettl-Niederösterreich Durata: 1h:18 - Spettatori: 0 | Raiffeisen Waldviertel | 0 - 3 | Maribor    | 19-25, 23-25, 23-25        |
| 27 novembre 2020 JUFA Arena, Bleiburg Durata: 1h:36 - Spettatori: 0                      | Aich/Dob               | 3 - 1 | ACH Volley | 17-25, 25-20, 25-17, 25-22 |

Ottava giornata
| 5 dicembre 2020 Športna dvorana, Kamnik Durata: 1h:30 - Spettatori: 0                    | Kamnik                 | 0 - 3 | ACH Volley | 25-27, 21-25, 25-27        |
| 5 dicembre 2020 Stadthalle Zwettl, Zwettl-Niederösterreich Durata: 1h:38 - Spettatori: 0 | Raiffeisen Waldviertel | 1 - 3 | Aich/Dob   | 25-19, 20-25, 20-25, 21-25 |
| 2 dicembre 2020 Dvorana Tabor, Maribor Durata: 1h:27 - Spettatori: 0                     | Maribor                | 3 - 1 | Graz       | 25-22, 25-18, 21-25, 25-17 |

Nona giornata
| 21 ottobre 2020 Dom odbojke Bojan Stranić, Zagabria Durata: 1h:19 - Spettatori: 0        | HAOK Mladost           | 0 - 3 | Maribor    | 21-25, 21-25, 22-25        |
| 11 dicembre 2020 Raiffeisen Sportpark, Graz Durata: 1h:10 - Spettatori: 0                | Graz                   | 0 - 3 | Aich/Dob   | 23-25, 22-25, 18-25        |
| 13 gennaio 2021 Stadthalle Zwettl, Zwettl-Niederösterreich Durata: 1h:46 - Spettatori: 0 | Raiffeisen Waldviertel | 1 - 3 | ACH Volley | 19-25, 18-25, 25-23, 21-25 |

Decima giornata
| 16 dicembre 2020 Športna dvorana, Kamnik Durata: 1h:44 - Spettatori: 0 | Kamnik     | 2 - 3 | Raiffeisen Waldviertel | 23-25, 25-18, 21-25, 25-15, 12-15 |
| 27 settembre 2020 Hala Tivoli, Lubiana Durata: 1h:14 - Spettatori: 85  | ACH Volley | 3 - 0 | Graz                   | 25-14, 25-23, 27-25               |
| 21 gennaio 2021 JUFA Arena, Bleiburg Durata: 1h:14 - Spettatori: 0     | Aich/Dob   | 3 - 0 | HAOK Mladost           | 25-21, 25-17, 25-17               |

Undicesima giornata
| 26 settembre 2020 Dvorana Tabor, Maribor Durata: 2h:07 - Spettatori: 0             | Maribor      | 2 - 3 | Kamnik                 | 18-25, 18-25, 30-28, 25-23, 11-15 |
| 24 febbraio 2021 Dom odbojke Bojan Stranić, Zagabria Durata: 1h:51 - Spettatori: 0 | HAOK Mladost | 3 - 2 | ACH Volley             | 25-21, 22-25, 25-22, 15-25, 16-14 |
| 23 gennaio 2021 Raiffeisen Sportpark, Graz Durata: 1h:50 - Spettatori: 0           | Graz         | 2 - 3 | Raiffeisen Waldviertel | 25-23, 25-22, 17-25, 18-25, 8-15  |

Dodicesima giornata
| 3 febbraio 2021 Športna dvorana, Kamnik Durata: 1h:03 - Spettatori: 0                      | Kamnik                 | 3 - 0 | Graz         | 25-18, 25-19, 25-23 |
| 11 febbraio 2021 Stadthalle Zwettl, Zwettl-Niederösterreich] Durata: 1h:29 - Spettatori: 0 | Raiffeisen Waldviertel | 3 - 0 | HAOK Mladost | 25-20, 34-32, 25-21 |
| 30 gennaio 2021 JUFA Arena, Bleiburg Durata: 1h:10 - Spettatori: 0                         | Aich/Dob               | 3 - 0 | Maribor      | 25-19, 25-22, 25-21 |

Tredicesima giornata
| 7 febbraio 2021 JUFA Arena, Bleiburg Durata: 1h:12 - Spettatori: 0                | Aich/Dob     | 0 - 3 | Kamnik     | 19-25, 21-25, 21-25              |
| 23 dicembre 2020 Dvorana Tabor, Maribor Durata: 1h:41 - Spettatori: 0             | Maribor      | 3 - 1 | ACH Volley | 25-21, 25-16, 16-25, 26-24       |
| 6 febbraio 2021 Dom odbojke Bojan Stranić, Zagabria Durata: 2h:05 - Spettatori: 0 | HAOK Mladost | 3 - 2 | Graz       | 25-21, 27-29, 25-22, 23-25, 15-7 |

Quattordicesima giornata
| 10 febbraio 2021 Športna dvorana, Kamnik Durata: 0h:58 - Spettatori: 0 | Kamnik     | 3 - 0 | HAOK Mladost           | 25-17, 25-19, 25-11        |
| 9 gennaio 2021 Dvorana Tabor, Maribor Durata: 1h:31 - Spettatori: 0    | Maribor    | 3 - 1 | Raiffeisen Waldviertel | 22-25, 25-17, 25-18, 25-19 |
| 18 febbraio 2021 Hala Tivoli, Lubiana Durata: 1h:10 - Spettatori: 0    | ACH Volley | 3 - 0 | Aich/Dob               | 25-20, 25-22, 25-20        |

#### Classifica
| Pos. | Squadra                | Pt | G  | V | P  | SV | SP | Ratio | PF    | PS    | Ratio |
| ---- | ---------------------- | -- | -- | - | -- | -- | -- | ----- | ----- | ----- | ----- |
| 1.   | ACH Volley             | 28 | 12 | 9 | 3  | 31 | 12 | 2,583 | 1 022 | 911   | 1,122 |
| 2.   | Kamnik                 | 25 | 12 | 9 | 3  | 30 | 18 | 1,666 | 1 113 | 985   | 1,130 |
| 3.   | Maribor                | 26 | 12 | 8 | 4  | 29 | 18 | 1,611 | 1 083 | 1 031 | 1,050 |
| 4.   | Aich/Dob               | 18 | 12 | 6 | 6  | 21 | 20 | 1,050 | 924   | 916   | 1,009 |
| 5.   | Raiffeisen Waldviertel | 17 | 12 | 6 | 6  | 23 | 25 | 0,920 | 1 033 | 1 078 | 0,958 |
| 6.   | HAOK Mladost           | 7  | 12 | 3 | 9  | 13 | 31 | 0,419 | 931   | 1 034 | 0,900 |
| 7.   | Graz                   | 5  | 12 | 1 | 11 | 11 | 34 | 0,323 | 928   | 1 079 | 0,860 |

      Qualificata alla Final Four.

### Final Four

#### Tabellone
|  | Semifinali | Semifinali             | Semifinali |                 |   | Finale     | Finale                 | Finale |
|  |            |                        |            |                 |   |            |                        |        |
|  | 1          | ACH Volley             | 3          |                 |   |            |                        |        |
|  | 1          | ACH Volley             | 3          |                 |   |            |                        |        |
|  | 5          | Raiffeisen Waldviertel | 0          |                 |   |            |                        |        |
|  | 5          | Raiffeisen Waldviertel | 0          |                 | 1 | ACH Volley | 3                      |        |
|  |            |                        |            |                 | 1 | ACH Volley | 3                      |        |
|  |            |                        |            |                 |   | 3          | Maribor                | 1      |
|  | 2          | Kamnik                 | 2          |                 |   | 3          | Maribor                | 1      |
|  | 2          | Kamnik                 | 2          |                 |   |            |                        |        |
|  | 3          | Maribor                | 3          |                 |   |            |                        |        |
|  | 3          | Maribor                | 3          | Finale 3° posto |   |            |                        |        |
|  |            |                        |            |                 |   |            |                        |        |
|  |            |                        |            |                 |   | 5          | Raiffeisen Waldviertel | 1      |
|  |            |                        |            |                 |   | 5          | Raiffeisen Waldviertel | 1      |
|  |            |                        |            |                 |   | 2          | Kamnik                 | 3      |

#### Risultati

##### Semifinali
| 27 febbraio 2021 Stadthalle Zwettl, Zwettl-Niederösterreich Durata: 2h:07 - Spettatori: 0 | Kamnik     | 2 - 3 | Maribor                | 22-25, 26-28, 25-15, 25-22, 13-15 |
| 27 febbraio 2021 Stadthalle Zwettl, Zwettl-Niederösterreich Durata: 1h:06 - Spettatori: 0 | ACH Volley | 3 - 0 | Raiffeisen Waldviertel | 25-17, 25-16, 25-13               |

##### Finale 3º posto
| 28 febbraio 2021 Stadthalle Zwettl, Zwettl-Niederösterreich Durata: 1h:37 - Spettatori: 0 | Raiffeisen Waldviertel | 1 - 3 | Kamnik | 25-23, 21-25, 17-25, 19-25 |

##### Finale
| 28 febbraio 2021 Stadthalle Zwettl, Zwettl-Niederösterreich Durata: 1h:49 - Spettatori: 0 | ACH Volley | 3 - 1 | Maribor | 23-25, 25-18, 29-27, 25-18 |

## Classifica finale
| Pos | Squadra                |
| --- | ---------------------- |
| 1   | ACH Volley             |
| 2   | Maribor                |
| 3   | Kamnik                 |
| 4   | Raiffeisen Waldviertel |
| 5   | Aich/Dob               |
| 6   | HAOK Mladost           |
| 7   | Graz                   |

## Premi individuali
| Premio                | Nome              | Squadra                |
| --------------------- | ----------------- | ---------------------- |
| MVP                   | Matej Kök         | ACH Volley             |
| Miglior palleggiatore | Gregor Ropret     | ACH Volley             |
| Miglior opposto       | Božidar Vučićević | ACH Volley             |
| Miglior schiacciatore | Martin Licek      | Raiffeisen Waldviertel |
| Miglior schiacciatore | Rok Možič         | Maribor                |
| Miglior centrale      | Amir Toukhteh     | ACH Volley             |
| Miglior centrale      | Filip Uremovič    | ACH Volley             |
| Miglior libero        | Kyle Dagostino    | ACH Volley             |

## Statistiche
| Rendimento individuale | Rendimento individuale | Rendimento individuale | Rendimento individuale |
| Pos.                   | Nome                   | Punti                  | Squadra                |
| ---------------------- | ---------------------- | ---------------------- | ---------------------- |
| 1                      | Rok Možič              | 250                    | Maribor                |
| 2                      | Ahmed Ikhbayri         | 248                    | Maribor                |
| 3                      | Mitja Gasparini        | 238                    | Kamnik                 |
| 4                      | Marek Šulc             | 217                    | Raiffeisen Waldviertel |
| 5                      | Božidar Vučićević      | 191                    | ACH Volley             |
| 6                      | Konrad Formela         | 152                    | Aich/Dob               |
| 7                      | Daan Streutker         | 151                    | Raiffeisen Waldviertel |
| 8                      | Kruno Nikačević        | 135                    | HAOK Mladost           |
| 9                      | Tiago Militão          | 133                    | Graz                   |
| 9                      | Jan Pokeršnik          | 133                    | ACH Volley             |

| Attacchi vincenti | Attacchi vincenti | Attacchi vincenti | Attacchi vincenti      |
| Pos.              | Nome              | Punti             | Squadra                |
| ----------------- | ----------------- | ----------------- | ---------------------- |
| 1                 | Rok Možič         | 212               | Maribor                |
| 2                 | Ahmed Ikhbayri    | 208               | Maribor                |
| 3                 | Mitja Gasparini   | 194               | Kamnik                 |
| 4                 | Marek Šulc        | 191               | Raiffeisen Waldviertel |
| 5                 | Božidar Vučićević | 163               | ACH Volley             |
| 6                 | Konrad Formela    | 133               | Aich/Dob               |
| 7                 | Daan Streutker    | 125               | Raiffeisen Waldviertel |
| 8                 | Jan Pokeršnik     | 119               | ACH Volley             |
| 9                 | Tiago Militão     | 116               | Graz                   |
| 10                | Matej Kök         | 111               | ACH Volley             |

| Muri vincenti | Muri vincenti       | Muri vincenti | Muri vincenti          |
| Pos.          | Nome                | Punti         | Squadra                |
| ------------- | ------------------- | ------------- | ---------------------- |
| 1             | Maciej Borris       | 45            | Raiffeisen Waldviertel |
| 2             | Sašo Štalekar       | 39            | Kamnik                 |
| 3             | Vaggelīs Vaïopoulos | 32            | Raiffeisen Waldviertel |
| 4             | Victor Hugo Miranda | 28            | Aich/Dob               |
| 5             | Miha Cafuta         | 24            | Maribor                |
| 5             | Amir Toukhteh       | 24            | ACH Volley             |
| 7             | Ahmed Ikhbayri      | 23            | Maribor                |
| 7             | Diko Purić          | 23            | Kamnik                 |
| 9             | Kruno Nikačević     | 21            | HAOK Mladost           |
| 10            | Rok Možič           | 20            | Maribor                |

| Battute vincenti | Battute vincenti      | Battute vincenti | Battute vincenti |
| Pos.             | Nome                  | Punti            | Squadra          |
| ---------------- | --------------------- | ---------------- | ---------------- |
| 1                | Mitja Gasparini       | 29               | Kamnik           |
| 2                | Amir Toukhteh         | 20               | ACH Volley       |
| 3                | Rok Možič             | 18               | Maribor          |
| 4                | Ahmed Ikhbayri        | 17               | Maribor          |
| 5                | Jan Klobučar          | 16               | Kamnik           |
| 5                | Timotej Kos Gal       | 16               | Kamnik           |
| 7                | Gregor Ropret         | 15               | ACH Volley       |
| 7                | Božidar Vučićević     | 15               | ACH Volley       |
| 9                | Maximilian Landfahrer | 14               | Aich/Dob         |
| 10               | Błażej Podleśny       | 12               | Aich/Dob         |